# Armageddon (bière)
Pour les articles homonymes, voir Armageddon (homonymie).
La Brewmeister Armageddon est une bière écossaise de fermentation haute brassée par Brewmeister (en), dans l'Aberdeenshire, en Écosse.

## Présentation
Elle a été lancée le 3 novembre 2012 et est connue pour avoir été déclarée être la bière la plus forte du monde.
C'est une bière brune ayant une teneur en alcool de 65 %. La forte teneur en alcool a été obtenue grâce à la méthode de brassage Eisbock. Le titre de bière la plus forte du monde a été déclaré éteint lorsque deux analyses de laboratoire ont démontré que les brasseurs ont ajouté de l'éthanol (alcool pur) à la bière pour obtenir une teneur en alcool plus élevée.